# Pinscher alemany
El Pinscher alemany (de l'alemany pinscher, "mossegador") és una raça de gos que pertany a la família dels Pinscher.

## Descripció
El Pinscher és un gos de mida mitjana, entre 45 i 50 cm., De port orgullós i de forta musculatura, amb un pes que ronda els 18 kg (14 a 20 kg). Té un cap prim i de musell allargat, orelles mitjanes, lleugerament doblegades en el naixement, que pengen del cap del gos i que generalment són tallades. Coll de longitud mitjana, ample i fort, tronc de línies estilitzades i elegants. Respecte a la cua, igual que les orelles, també sol ser amputada. El pelatge, que és curt i aspre, es presenta en tons vermell marró o negre, i foc al ventre i el pit.

## Temperament
És un gos extremadament actiu i vivaç, atent i vigilant. Sol desconfiar dels estranys. També seria necessari, donat el seu caràcter lleugerament dominant, ensenyar-li a respectar unes normes i qui és el que mana a casa.

## Cures
Ja que el seu pelatge és curt i llis, no requereix molta cura, bastarà amb un raspallat regular per desprendre el pèl mort. A causa de la seva vitalitat requereix bastant exercici a l'aire lliure, que pot solucionar deixant-lo lliure en un terreny obert perquè pugui córrer. També, relacionat amb això últim, és un gos adequat per acompanyar a persones que practiquen exercici físic, com pot ser córrer o anar amb bicicleta.

## Història i orígens
Els orígens d'aquesta raça es remunten al segle xv i també està emparentada amb el Schnauzer, era al principi un gos utilitzat pels grangers d'Alemanya per controlar les plagues de rosegadors. Es creu que és descendent d'encreuaments entre antics gossos alemanys i alguns terriers de color negre utilitzats per la caça de rosegadors. És a més la raça de la qual van sorgir el Dobermann i l'anomenat Pinscher Miniatura. A Alemanya, a causa de la gran fama que estaven adquirint les exposicions canines a la resta d'Europa i a Amèrica, es va establir un estàndard de la raça l'any 1879, any en què també va ser reconegut com a raça.

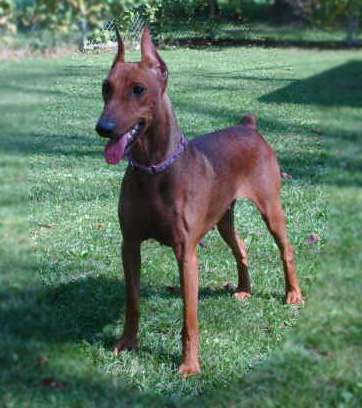
Femella de Pinscher alemany

## Utilització
Actualment el Pinscher es considera més aviat un gos de companyia i de guarda que un gos caçador o controlador de feristeles.
Com a gos de companyia és ideal, ja que la seva mida li permet viure perfectament en un pis de ciutat, encara que, com qualsevol altre gos, necessita fer exercici.
En la seva funció com a gos de guarda, per descomptat, no és tan imponent com el seu descendent el Dobermann, però compleix bé les seves funcions. La utilització del Pinscher com a gos guardià és molt satisfactòria, ja que és un gos que defensa molt bé la propietat sense caure (sempre que estigui ben educat) en la territoriedad enfront del seu amo, mantenint-se fidel a aquest en tot moment.

## Popularitat
Encara que sempre s'ha considerat que el Pinscher és una raça de gos molt atractiva, mai ha superat la popularitat dels seus descendents: el Pinscher miniatura i el Dobermann. De fet, segons un estudi del Kennel Club, el Pinscher miniatura és gairebé 8 vegades més nombrós que el Pinscher i el Doberman unes 138 vegades més popular que aquest.